# 紀元前338年

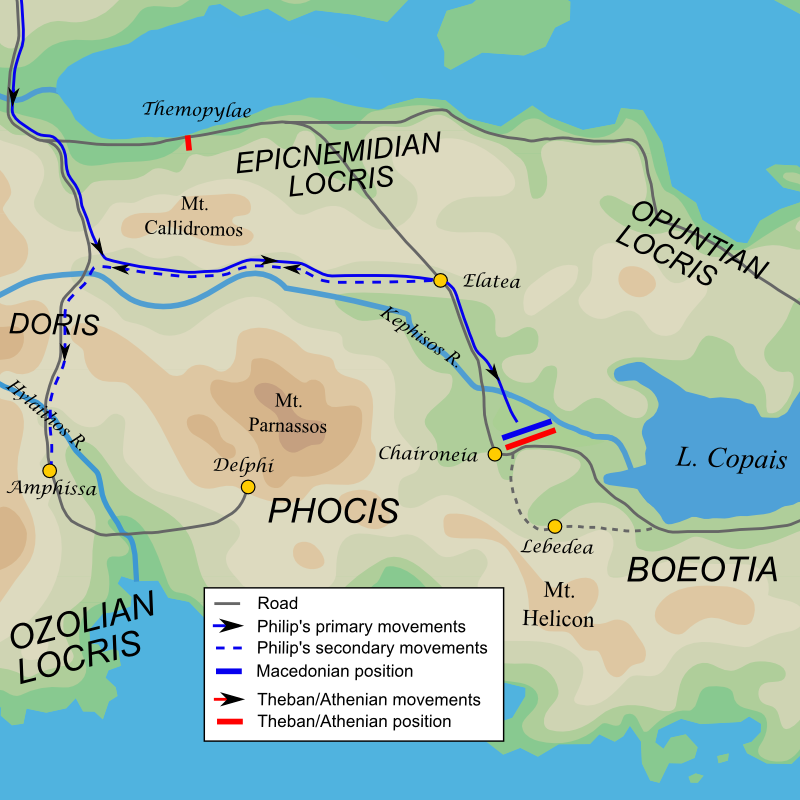
紀元前339年から338年にかけてのピリッポス2世の軍事行動

紀元前338年（きげんぜん338ねん）は、ローマ暦の年である。
当時は、「マルクス・フリウス・カミルスとガイウス・マエニウスが共和政ローマ執政官に就任した年」として知られていた（もしくは、それほど使われてはいないが、ローマ建国紀元416年）。紀年法として西暦（キリスト紀元）がヨーロッパで広く普及した中世時代初期以降、この年は紀元前338年と表記されるのが一般的となった。

## 他の紀年法
- 干支 : 癸未
- 日本
  - 皇紀323年
  - 孝安天皇55年
- 中国
  - 周 - 顕王31年
  - 秦 - 孝公24年
  - 楚 - 威王2年
  - 斉 - 威王19年
  - 燕 - 文公24年
  - 趙 - 粛侯12年
  - 魏 - 恵王32年
  - 韓 - 昭侯25年
- 朝鮮
  - 檀紀1996年
- ベトナム :
- 仏滅紀元 : 207年
- ユダヤ暦 :

## できごと

### ペルシア帝国
- アケメネス朝のワズィール（宦官のバゴアス）がアルタクセルクセス3世の寵愛を失う。バゴアスはアルタクセルクセスを彼の若い息子であるアルセスと交代させることにより、その地位にとどまろうとした。アルセスのほうがコントロールが容易だと考えたのである。バゴアスはアルタクセルクセスと、アルセスを除く彼の息子を全て殺害し、アルセスを玉座に据えた。アルタクセルクセス4世となったアルセスはバゴアスによって操られる傀儡の王にすぎなかった。

### ギリシャ
- ピリッポス2世はロクリスにてカイロネイアの戦いにおける大きな意味のある勝利を収め、すぐさまフォキスに入った。そして南東のケフィッスス谷へ折り返し、町の要塞を奪取し復元させた。
- アテナイはエウボイア島、メガラ、アカイア、コリントス、アカルナニア、そしてペロポネソス半島にあるいくつかの都市国家と同盟関係を結んでいた。しかし、アテナイにとって最も同盟を結ぶのが望ましいのは、歴史的に敵対してきたテーバイであった。そこで、アテナイの指導者デモステネスはボイオーティアの町に行き、テーバイとの同盟関係を確保した。マケドニアの代表団がテーバイに対し、マケドニア王国に加わるよう説得の努力を続けている最中のことであった。同盟の代わりに、アテナイはテーバイがボイオーティアを統治することを認め、そしてテーバイは陸上では単独で、海上では共同で指揮されることとなり、そしてアテナイは必要な費用の3分の2を支払うと取り決められた。
- 8月2日、ピリッポス2世は西ボイオーティアのカイロネイアの戦いにおいてアテナイ・テーバイ連合軍を打ち負かす。戦いの間、彼の息子アレクサンドロス3世はマケドニアの左翼を指揮していた。勝利によって、ピリッポス2世はテーバイに対して厳しい態度をとるが、アテナイに対しては寛大な措置を取る。これは、アテナイの雄弁家で外交官のデマデスがマケドニアとアテナイの間の平和交渉を手助けするなど努力した結果だった。
- ピリッポス2世はペロポネソスに進出。テッサリアを破り、スパルタを制圧し、コリントスにて全ギリシャを招集させる（コリントス同盟）。これにより、マケドニアはアテナイを含む中央ギリシャにおいて覇権を持つこととなった。
- 優れた政治家で雄弁家のアテナイのリュクルゴス（英語版）は、国家財政の管理権限を与えられ、そして年間歳入が倍になるよう動いた。
- スパルタ王のアルキダモス3世は南イタリアに5年間遠征したが何ら決定的な結果を得ることができなかった。ルカニア人と敵対するターラントに加勢するために傭兵の軍隊を導いて戦い、カラブリアのマンドゥーリアにて彼の部隊の大半と共に戦死した。
- スパルタ王のアルキダモス3世の後継には彼の息子アギス3世がついた。

### シチリア
- カルタゴは全シチリアを征服するために違う取り組みを始める。カルタゴはティモレオンとシチリアの僭主の間の戦闘を広げるため何人かの傭兵を派遣するが、これはレンティーニに圧政を敷いたヒケタスを打ち負かす結果に終わった。彼は囚えられ、死刑となった。シラクサとカルタゴとの間の条約により、シチリアにおけるカルタゴの領土はハリクス川（現在のプラータニ川）の西側に限定されることとなった。
- カルタゴとの和平が達成され、シュラクサイのティモレオンはシチリアの2人の圧政者を取り除くことが可能となり、自身は引退した。

### 共和政ローマ
- ラティウム戦争はラティウム同盟の解体と、個別のラティウム国家が共和政ローマの影響下に置かれることになるという結末をもたらした。多くの都市がローマに組み込まれた。敗北したラティウム同盟との和解を実現するため、ローマは寛大な関係を申し出た。これら多くの都市に住む人々には市民権が与えられ、結果的に、ローマは敵よりはむしろ味方を増やすこととなった。
- 主要都市アンツィオをローマによって陥落されたことにより、ウォルスキ族はローマに対する抵抗を放棄し、ローマとの同盟を受け入れた。

### 中国
- 秦の孝公が死去し、恵文王が即位した。
- 秦の公子虔らが商鞅が謀反を讒言し、役人に逮捕を命じた。商鞅は魏に逃れようとしたが、魏は受け入れなかったため、秦の国内に戻った。商鞅は封地の商で兵を集めたが、秦の討伐軍に攻められて殺害された。恵文王の厳命でその遺骸は黽池（べんち、現在の河南省澠池県）で見せしめとして車裂きの刑に処せられ、身体は引き裂かれて曝しものとされた。

## 死去
- アルタクセルクセス3世、アケメネス朝ペルシアの10代目の王（* 紀元前425年）
- アルキダモス3世、エウリュポン朝のスパルタ王（生年不明）
- イソクラテス、古代ギリシアの修辞学者、アッティカ十大雄弁家の一人（* 紀元前436年）
- ヒケタス（英語版）、ギリシャの哲学者（おおよその時期）（* 紀元前400年頃）
- 商鞅、秦の政治家（* 紀元前390年）
- 孝公、秦の第25代君主（* 紀元前381年）